# شرق عدن (رواية)
شرق عدن هي رواية كتبها جون ستاينبيك الحائز على جائزة نوبل، ونُشرت في سبتمبر من عام 1952. توصف شرق عدن غالبًا بأنها رواية ستاينبيك الأعلى طموحًا، إذ تكشف عن التفاصيل المعقدة لعائلتي تراسك وهاميلتون وقصصهما المتشابكة. كانت الرواية في الأصل موجّهة إلى ابني ستاينبيك الصغيرين، توم وجون (في ذلك الوقت كانا يبلغان من العمر 6 سنوات ونصف، و4 سنوات ونصف على التوالي). أراد ستاينبيك وصف وادي ساليناس لهما بالتفصيل: المناظر، والأصوات، والروائح، والألوان.
يُقال إن عائلة هاميلتون في الرواية تستند إلى عائلة صمويل هاميلتون الحقيقية، جد ستاينبيك من ناحية أمه. يظهر جون ستاينبيك الشاب في الرواية ظهورًا موجزًا كشخصية ثانوية.
وفقًا لزوجته الثالثة والأخيرة، إيلين، عدّ ستاينبيك الرواية تحفته الأدبية. صرّح ستاينبيك عن شرق عدن: «إنها تحتوي على كل شيء تمكنت من تعلّمه عن مهنتي طوال هذه السنوات»، وأضاف: «أعتقد أن كل شيء آخر كتبته كان -إلى حد ما- تدريبًا لكتابتها».

## الحبكة
تدور أحداث القصة بشكل رئيسي في وادي ساليناس في كاليفورنيا، بين بداية القرن العشرين ونهاية الحرب العالمية الأولى، على الرغم من أن بعض الفصول تحدث في كونيتيكت وماساشوستس، وتعود القصة إلى الحرب الأهلية الأمريكية.
في بداية شرق عدن، قبل تقديم شخصياته، يحدد ستاينبيك المكان بعناية مع وصف لوادي ساليناس في وسط كاليفورنيا.
ثم يروي قصة المخترع العطوف والمزارع صمويل هاملتون وزوجته ليزا، المهاجرين من أيرلندا. يصف كيف يربيان أطفالهما التسعة على قطعة أرض مجدبة وجافة. عندما يشرع أطفال هاملتون في النمو ويغادرون المنزل، يشتري ثريٌّ غريب، يدعى آدم تراسك، أفضل مزرعة في الوادي.
يُلقى الضوء على حياة آدم باستحضار طويل ومعقد. نرى طفولته الصاخبة في مزرعة في ولاية كونيتيكت، والمعاملة الوحشية التي تعرض لها من قِبل أخيه، نصف الشقيق الأصغر ولكنه الأقوى، تشارلز. كان والد آدم وتشارلز، سايروس، من قدامى المحاربين في الاتحاد في الحرب الأهلية، أصيب في معركته الأولى ولم يتمكن (أو ربما لم يرغب) من العودة إلى الخدمة؛ مع ذلك، يصبح خبيرًا «منظّرًا» يستغل معرفته الفكرية في الشؤون العسكرية ووضعه الصحي ليصبح مستشارًا عسكريًا في واشنطن العاصمة.
قضى آدم حياته، عندما كان شابًا، في الجيش أولًا، ثم بدأ التسكّع في البلاد. يُلقى القبض عليه بسبب التشرد، ثم يهرب من بين المساجين المقيّدين بالسلاسل، ويسطو على متجر للملابس لاستخدامها للتنكر. في وقت لاحق، يرسل برقية لتشارلز يطلب فيها 100 دولار لدفع تكلفة رحلة العودة إلى المنزل. يرسل آدم المال إلى المتجر في وقت لاحق لدفع ثمن الملابس والتعويض عن الأضرار. بعد أن شقّ آدم طريقه إلى مزرعتهم، يكشف تشارلز أن سايروس قد مات وترك لهما ميراثًا قدره 50 ألف دولار لكل منهما. يخشى تشارلز أن سايروس لم يجنِ الأموال بطرق مشروعة.
تقدِّم قصة موازية فتاة تُدعى كاثي إيمز نشأت في بلدة ليست بعيدة عن مزرعة عائلة الأخوين. توصَف كاثي بأنها تمتلك «روحًا مشوّهة»؛ إنها شريرة وتسعد في استغلال الناس وتدميرهم. تغادر المنزل في إحدى الليالي بعد أن تضرم النار في منزل أسرتها، ما يؤدي إلى مقتل والديها. تصبح عشيقة لأحد مرتادي بيوت الدعارة، لكنه يضربها بشراسة عندما يدرك أنها تستغله ويتركها تموت على عتبة منزل آدم وتشارلز. يرى تشارلز أبعد مما يوحيه مظهرها، لكن آدم يقع في حبها بهوس وجنون ويتزوجها. مع ذلك، تغوي كاثي تشارلز -من دون علم آدم- في فترة زواجها وتحمل بتوأم، دون تحديد ما إذا كان آدم هو والد التوأم أم تشارلز. تحاول كاثي الإجهاض البدائي باستخدام إبرة حياكة لكنها تفشل في ذلك.
يصل آدم -حديث الزواج والثراء- إلى كاليفورنيا ويستقر مع كاثي الحامل في وادي ساليناس، بالقرب من مزرعة عائلة هاميلتون. لا ترغب كاثي في أن تكون أمًّا أو أن تبقى في كاليفورنيا. على الرغم من تحذيرها آدم من عدم رغبتها في الذهاب إلى كاليفورنيا واعتزامها المغادرة حالما يكون في وسعها ذلك، لكن آدم لا يأخذها على محمل الجدّ، قائلًا: «هراء!»
بعد فترة وجيزة من ولادة كاثي لتوأم صبيان، تحزم أغراضها وتنوي الرحيل. يحاول آدم حبسها في غرفة النوم لردعها. بعد أن تقنعه بفتح الباب، تطلق النار على كتفه، وتهرب بعيدًا. يتعافى آدم ولكنه يمرّ باكتئاب شديد. ينتشل نفسه من الكآبة لتسمية ابنيه وتربيتهما بمساعدة طاهيه الكانتوني، لي، وصموئيل الذي يساعد آدم في تسمية الولدين آرون وكالب، تيمّنًا بشخصيات مختلفة في الكتاب المقدس.
يصبح «لي» صديقًا مقرّبًا وفردًا من أفراد الأسرة. يخوض لي وآدم وصموئيل في محادثات فلسفية طويلة، خاصة حول قصة قابيل وهابيل، والتي يؤكد «لي» أنها تُرجمت بشكل غير صحيح في الكتاب المقدس باللغة الإنجليزية. يروي «لي» كيف أن أقاربه في سان فرانسيسكو، وهم مجموعة من المفكرين الصينيين، أمضوا عامين في دراسة اللغة العبرية ليتمكنوا من اكتشاف المغزى الأخلاقي الحقيقي لقصة قابيل وهابيل. إن اكتشافهم أن الكلمة العبرية «timshel» تعني «ربّما أنت» يصبح رمزًا مهمًا في الرواية، وهذا يعني أن البشر ليسوا مضطرين إلى متابعة القداسة، ولا محكوم عليهم بالإثم، بل لديهم حرية الإرادة لاختيار طريقهم.
في الوقت نفسه، تصبح كاثي عاهرة في أكثر بيوت الدعارة احترامًا في مدينة ساليناس. تغيّر اسمها إلى «كيت ألبي» وتشرع في وضع خطة ملتوية -وناجحة- للتودّد إلى القوّداة، وقتلها، والحصول على إرثها. إنها تجعل بيت الدعارة الجديد سيء السمعة بتحويله إلى وكر للسادية الجنسية.
بعد وفاة تشارلز لأسباب طبيعية، يزورها آدم ليعطيها مالًا تركه تشارلز لها. تنبذه كيت وتنبذ الجنس البشري بأكمله، وتريه صورًا لمرتادي بيت الدعارة، جميعهم شخصيات مرموقة في المجتمع. يراها آدم أخيرًا على ما هي عليه ويشعر بالشفقة عليها، ويتركها حتى تكرهه.

## ملخص
آدم تراسك المتزوج حديثًا بثروة ورثها عن والده الراحل يصل إلى كاليفورنيا ويستقر مع زوجته الحامل كاثي أميس في وادي ساليناس. حاولت كاثي إجهاض الحمل بإبرة حياكة دون علم آدم. في منزلهما الجديد حذّرت آدم من أنها لم تكن ترغب في الانتقال إلى كاليفورنيا وأنها تخطط للمغادرة في أقرب وقت ممكن. رفضها آدم قائلًا : "هذا كلام فارغ!".
أنجبت كاثي توأمين وأطلقت النار على آدم في كتفه بعد أن أقنعته بفتح باب غرفة النوم ثم لاذت بالفرار. نجا آدم وسقط في اكتئاب حاد. أخرجه خادمه الأمريكي الصيني لي وجاره المهاجر الأيرلندي المبدع صموئيل هاميلتون من ذهوله بما يكفي ليُسمّي ابنيه آرون وكالب تيمّنًا بشخصيات من الكتاب المقدس.
أصبح لي صديقًا حميمًا وعضوًا بالتبني في العائلة وتبادل أحاديث فلسفية مطولة مع آدم وصموئيل لا سيما حول قصة قابيل وهابيل. ويؤكد لي أن ترجمة القصة إلى الإنجليزية لم تكن دقيقة، ويروي كيف أمضى أقاربه في سان فرانسيسكو وهم مجموعة من العلماء الصينيين عامين في دراسة اللغة العبرية ليتمكنوا من استخلاص العبرة من قصة قابيل وهابيل. واكتشفوا أن الكلمة العبرية "تيمشيل " تعني "لك أن تختار" وهو ما أصبح رمزًا مهمًا في الرواية لقدرة الإنسان على اختيار مساره أي أن البشر ليسوا مجبرين على السعي وراء القداسة ولا محكومين بالخطيئة.
في هذه الأثناء تصبح كاثي عاهرة في أرقى بيت دعارة في مدينة ساليناس. تُغيّر اسمها إلى "كيت ألبي" وتُغازل صاحبة البيت فتقتلها وترث العمل. تجعل بيت دعارتها الجديد سيئ السمعة كوكرٍ للسادية الجنسية ومصدر ابتزازٍ لأثرياء وادي ساليناس وذوي النفوذ.
نشأ ابنا آدم كالب ("كال") وهارون ("آرون") مُحاكيين قابيل وهابيل غافلين عن وضع والدتهما. إنهما نقيضان : آرون فاضل ومُطيع وكال جامح ومتمرد. في سن مبكرة التقى آرون بفتاة تُدعى أبرا بيكون من عائلة ثرية ووقعا في الحب. مع أن وجود شائعات في المدينة بأن والدة كال وآرون لم تمت بل لا تزال في ساليناس إلا أن الولدين لا يعرفان بعد أنها كيت.
مستلهمًا من إبداع صموئيل بدأ آدم مشروعًا تجاريًا فاشلًا وخسر معظم ثروة العائلة. ارتاع الأولاد وخاصةً آرون من أن والدهم أصبح أضحوكة المدينة وسخر منه زملاؤهم لفشله.
مع اقتراب الأولاد من نهاية أيامهم الدراسية قرر كال العمل في الزراعة بينما التحق آرون بالجامعة ليصبح كاهنًا أسقفيًا. أما كال الذي كان قلقًا ومُعذبًا بالذنب تجاه عيوبه البشرية فقد نبذ كل من حوله وبدأ يتجول في المدينة في وقت متأخر من الليل. وخلال إحدى هذه التسكعات اكتشف أن والدته على قيد الحياة وأنها سيدة بيت دعارة. ذهب لرؤيتها فأخبرته بحسد أنهما متشابهان. فأجابها كال بأنها خائفة ببساطة ثم غادر.
دخل كال في تجارة مع ويل ابن صموئيل الذي أصبح الآن تاجر سيارات ناجحًا. كانت خطة كال هي كسب رضا والده واستعادة أمواله من خلال استغلال الحرب العالمية الأولى وبيع الفاصوليا المزروعة في وادي ساليناس لدول أوروبا بربح كبير. فاق نجاحه كل توقعاته وحصل على هدية نقدية بقيمة 15,000 دولار أمريكي يعتزم إهداؤها لآدم في عيد الشكر.
يعود آرون من جامعة ستانفورد لقضاء عطلته. يسود جو من التوتر لأن آرون لم يُخبر والدهما بعد بنيته ترك الجامعة. بدلًا من أن يسمح له كال باستغلال هذه اللحظة يُعطي آدم المال على العشاء متوقعًا أن يكون والده فخورًا به. لكن آدم رفض قبول المال وطلب من كال إعادته إلى المزارعين الفقراء الذين استغلهم.
في نوبة غضبٍ وغيرة يأخذ كال آرون لرؤية والدتهما مدركًا أن ذلك سيُصدمه. وبالفعل يرى آرون كيت على حقيقتها فورًا وينفر منها اشمئزازًا. مُغرقةً في كراهية الذات تُوقع كيت على تركة ملكيتها لأرون وتنتحر.
بعد أن تحطمت نظرته المثالية للعالم انضم آرون إلى الجيش للقتال في الحرب العالمية الأولى. قُتل في إحدى المعارك في السنة الأخيرة من الحرب وأصيب آدم بسكتة دماغية عند سماعه الخبر من لي. حاول كال الذي بدأ علاقة مع صديقة آرون أبرا بعد ذهاب آرون إلى الحرب إقناعها بالهرب معه. لكنها أقنعته بالعودة إلى الوطن.
يتوسل لي إلى آدم طريح الفراش والمحتضر أن يغفر لابنه الوحيد المتبقي. يرد آدم بإشارة غير لفظية إلى أنه يغفر لكال ثم يقول "تيمشيل" مانحًا كال خيار كسر الدائرة والتغلب على الخطيئة.

## المواضيع الرئيسية
يستكشف الكتاب موضوعات الفساد والإحسان والحب والصراع من أجل القبول والعظمة والقدرة على تدمير الذات والشعور بالذنب والحرية. ويربط هذه المواضيع بإشارات إلى سفر التكوين في الكتاب المقدس ويشير إلى أوجه تشابه عديدة معه (وخاصةً الفصل الرابع من سفر التكوين قصة قابيل وهابيل).
استلهم شتاينبك روايته من الفصل الرابع من سفر التكوين الآيات من الأول إلى السادس عشر الذي يروي قصة قابيل وهابيل. استوحى شتاينبك عنوان الرواية "شرقي عدن" من سفر التكوين الإصحاح الرابع الآية السادسة عشرة : "وخرج قابيل من لدن الرب وسكن في أرض نود شرقي عدن " (ترجمة الملك جيمس).
وتشمل أوجه التشابه الأخرى في الرواية ما يلي:
| سفر التكوين، قابيل وهابيل                                      | شرق عدن ، تشارلز وآدم | شرقي عدن ، كالب وهارون |
| -------------------------------------------------------------- | --- | --- |
| قابيل هو "عامل الأرض" وهابيل هو "راعي الغنم" ( تكوين 4: 2).    | تشارلز هو مزارع يعمل بجد حتى بعد أن ورث ثروة كبيرة من والده، سايروس.                                                                         | يستثمر كالب في محاصيل الفاصوليا. يدرس آرون ليصبح كاهنًا (الذي يُقارن عادةً بالرعاة ). |
| يرفض الله هدية قايين من المحصول لصالح خروف هابيل (تكوين 4: 3). | يفضل سايروس الهدية من ابنه آدم (جرو ضال وجده) على الهدية من ابنه الآخر تشارلز (سكين باهظ الثمن حصل عليه بشق الأنفس).                         | آدم يرفض أموال ابنه كال ويفضل أن يعيش حياة جيدة مثل آرون. |
| بعد رفض الله له قتل قابيل هابيل (تكوين 4: 8).                  | بعد أن رفضه والدهما، هاجم تشارلز آدم وضربه ضربًا كاد أن يودي بحياته. ثم ذهب تشارلز لإحضار فأس ليقتل آدم على الأرجح لكن الأخير تمكن من الفرار. | بعد أن رفض آدم مال كالب أخبر كالب آرون عن بيت دعارة والدتهما. فيُصاب آرون بالذهول ويلتحق بالحرب ويُقتل في المعركة. |
| وضع الله علامة على قايين لردع الآخرين عن قتله (تكوين 4: 15).   | أصيب تشارلز بندبة داكنة على جبهته أثناء محاولته نقل صخرة من حقوله.                                                                           | وُصف كالب بأنه كان ذا مظهر أكثر قتامة وشرًا من هارون. ومن الجدير بالذكر أيضًا أن آدم قال لكالب: " تُمِشِل "أي "يُمْكِنُكَ". هذا يوحي بأن كالب قد يتغلب على طبيعته الشريرة بفضل "العلامة" التي وضعها الله عليه. وفي توسله لمغفرة ابنه قال لي أيضًا لآدم : "ابنك موسوم بالذنب". |
| قابيل هو الوحيد الذي له نسل.                                   | لدى آدم طفلان ولكن في الرواية ورد أن هؤلاء الأطفال قد يكونون أطفال تشارلز.                                                                   | يموت آرون في الحرب ويصبح كالب هو الوحيد القادر على الاستمرار وإنجاب الأطفال. |

في الرواية دار حوارٌ جادٌّ بين آدم وصموئيل ولي أدركوا فيه أنه بما أن هابيل مات قبل أن يُرزق بأولاد فهم أنفسهم من نسل قابيل. ذلك لأن نوحًا من نسل شيث. مع ذلك ليس من الواضح ما إذا كانت زوجة نوح (أو زوجات أبنائه) من نسل شيث أو قابيل أو غيرهما من أبناء آدم وحواء.

### تيمشيل
تيمشل هو موضوع رئيسي في الرواية. مع ذلك لا توجد كلمة "تيمشل" في العبرية فسفر التكوين ٤:٧ يقول "تيمشل" (صيغة المتكلم الثاني المفرد المذكر المستقبلي للفعل موشيل "يحكم" وثم "سوف تحكم". في الرواية نفسها تشرح شخصية لي معنى تيمشل على أنها "يجوز لك".
يستكشف دانييل ليفين الفروق الدقيقة في استخدام شتاينبك للكلمة العبرية ويبحث في الأسباب المحتملة والتداعيات المترتبة على خطأ شتاينبك في الترجمة.

## تاريخ التطوير
أثناء كتابة الرواية راود شتاينبك عدد من العناوين المحتملة للكتاب منها "وادي ساليناس" وهو العنوان المؤقت منذ البداية و"واديي" بعد أن اقترح عليه رجل أعمال من تكساس جعله أكثر عالمية و"إلى الوادي" ثم بعد أن قرر دمج التلميح التوراتي مباشرةً في العنوان "علامة قابيل". ولم يتبنَّ بحماس الكلمات الثلاث الأخيرة من الآية الأخيرة " شرق عدن " إلا بعد نسخ الآيات الست عشرة من قصة قابيل وهابيل في النص نفسه :
"وخرج قايين من لدن الرب وسكن في أرض نود شرقي عدن." (تكوين 4: 16)
كتب شتاينبك إلى صديق بعد إتمام مخطوطته : "انتهيتُ من كتابي قبل أسبوع. إنه أطول وأصعب عمل قمتُ به على الإطلاق لقد وضعتُ كل ما أردتُ كتابته طوال حياتي. هذا هو "الكتاب". إن لم يكن جيدًا فقد خدعتُ نفسي طوال الوقت. لا أقصد أنني سأتوقف لكن هذه نقطة تحول حاسمة وأشعر بالتحرر. بعد أن انتهيتُ من هذا أستطيع أن أفعل ما أشاء. لطالما كان هذا الكتاب في انتظار الكتابة."

## تاريخ النشر
نُشر كتاب "شرق عدن" لأول مرة عن دار نشر فايكنج في سبتمبر 1952. طُبعت الطبعة الأولى مرتين : 1500 نسخة موقعة من شتاينبك أما الطبعة الثانية فكانت نسخًا غير موقعة. في كلتا الطبعتين يوجد خطأ إملائي في الصفحة 281 السطر 38 : "أتذكر أنني كنتُ أمسك بخيط رفيع بينما كان توم يدقّ المسامير ويجدل وصلة". استُبدلت كلمة "يعض" خطأً من الكلمة الأصلية "خليج" أثناء التدقيق اللغوي.

## استقبال
عند صدور رواية "شرق عدن" في سبتمبر 1952 حازت على إعجاب القراء وسرعان ما تصدّرت قائمة أكثر الكتب مبيعًا. في رسالة إلى صديق كتب شتاينبك : "أتلقى سيلًا من الرسائل. يكتب الناس كما لو كان الكتاب كتابهم الخاص."
ومع ذلك لم يكن النقاد الأدبيون لطيفين إلى هذا الحد حيث وصفوا الرواية بأنها ثقيلة الوطأة وغير مقنعة، وخاصة في استخدامها للإشارات الكتابية. وجد العديد من النقاد الرواية مثيرة للاشمئزاز وإن كانت آسرة نظرًا لتصويرها للعنف والسادية الجنسية. وعلى وجه الخصوص وجد النقاد شخصية كاثي (ووحشيتها) غير قابلة للتصديق ومُنفّرة. آخرون أن فلسفة شتاينبك قوية جدًا في الرواية وزعموا أنه كان أخلاقيًا. كان تصوير شتاينبك للخير والشر مبالغًا فيه ومبسطًا للغاية وخاصة في شخصية كاثي.
إلى جانب انتقاد المواضيع الرئيسية للرواية هاجم آخرون بنائها وسردها. على سبيل المثال حير النقاد افتقار الرواية إلى الوحدة إذ حاول شتاينبك دمج قصص عائلتين. ووجد الكثيرون أن السرد بضمير المتكلم مُشتت للانتباه إذ يظهر بشكل غير متسق طوال الرواية. كما انتقد النقاد الرمزية ووصفوها بالواضحة والسرد بغير المنظم والشخصيات بأنها غير واقعية.
أصبحت رواية "شرق عدن" من أكثر الكتب مبيعًا على الفور في نوفمبر 1952 بعد شهر من إصدارها وتعتبر واحدة من أفضل إنجازات شتاينبك. تُباع حوالي 50,000 نسخة من الرواية سنويًا. وقد ارتفعت شعبيتها بشكل كبير مجددًا في عام 2003 بعد اختيارها ضمن قائمة نادي أوبرا للكتابوتصدرت قائمة نيويورك تايمز لأكثر الكتب مبيعًا، ولا تزال تحظى بشعبية كبيرة بين عامة القراء.

## التكيفات
- تحولت الرواية إلى فيلم سينمائي عام ١٩٥٥ بعنوان "شرق عدن" للمخرج إيليا كازان وبطولة جيمس دين وجولي هاريس وريتشارد دافالوس وريموند ماسي وجو فان فليت وبورل إيفز. يتناول الفيلم الجزء الرابع والأخير من الرواية فقط حيث يؤدي دين دور كال ابن آدم بينما يؤدي دافالوس دور آرون شقيق كال التوأم.
- في عام ١٩٨١ أنتجت قناة أيه بي سي مسلسلًا قصيرًا مقتبسًا من الرواية. عُرض المسلسل على ثلاثة أجزاء وشارك في بطولته كارين ألين وآني باكستر وهارت بوشنر وتيموثي بوتومز وسام بوتومز وبروس بوكسليتنر ولويد بريدجز وهوارد داف ووارن أوتس وسون تيك أوه وجين سيمور.
- في عام ١٩٩٥ قدّمت فرقة فلاور التابعة لفرقة تاكارازوكا ريفيو عرضًا موسيقيًا للجزء الرابع والأخير من الكتاب. كتب العمل وأخرجه تاني ماسازومي ومثّلت فيه مايا ميكي بدور كال وجونا ريسا بدور أبرا.
- في عام 1998 تعاون المنتج المسرحي الأسترالي روب كروسر من المسرح المستقل مع إيلين شتاينبك في إنتاج مسرحي في أديلايد.
- منذ عام 2009 فصاعدًا بذلت شركة يونيفرسال بيكتشرز محاولات مختلفة لجدولة إنتاج فيلم مقتبس آخر مبني على الرواية. في السابق جرت محاولة إنتاج نسخة منفصلة عن نسخة يونيفرسال بمشاركة رون هوارد وبول أتاناسيو. كانت المحاولة الأولى تحت إشراف يونيفرسال مع توم هوبر كإخراج من سيناريو كتبه كريستوفر هامبتون حوالي عام 2009. في عام 2013 انضم جاري روس إلى المشروع ككاتب ومخرج وقاموا باختيار جينيفر لورانس لدور كاثي أميس بعد ذلك بوقت قصير. في أبريل 2014 قال روس إن الفيلم سينقسم إلى قسمين.
- في عام 2015 قام مسرح ستيبنوولف في شيكاغو بتكييف الرواية للمسرح.
- اعتبارًا من سبتمبر 2024 تقوم نيتفليكس بتكييف الرواية إلى مسلسل محدود  [لغات أخرى]‏ مع كتابة زوي كازان وإنتاجها التنفيذي وتعيين فلورنس بوغ كبطلة ومنتجة مشاركة.

## روابط خارجية
- شرق عدن (رواية) على موقع الموسوعة البريطانية (الإنجليزية)